# USA Cycling National Racing Calendar
L'USA Cycling National Racing Calendar (NRC) est un calendrier de courses cycliste sur route se déroulant aux États-Unis et organisé par USA Cycling. Il a été créé en 1997. Il est composé en 2010 de 27 courses disputées par des hommes et/ou des femmes professionnels ou amateurs. Chaque course permet d'attribuer des points et d'établir des classements individuels et par équipes.

## Palmarès

### Hommes
| Année | Classement individuel    | Classement par équipes             |
| ----- | ------------------------ | ---------------------------------- |
| 1997  |                          |                                    |
| 1998  |                          |                                    |
| 1999  | Gordon Fraser (CAN)      | Mercury                            |
| 2000  | Gordon Fraser (CAN)      | Mercury                            |
| 2001  | Trent Klasna (USA)       | Saturn                             |
| 2002  | Christopher Horner (USA) | Mercury                            |
| 2003  | Christopher Horner (USA) | Saturn                             |
| 2004  | Christopher Horner (USA) | Health Net                         |
| 2005  | Scott Moninger (USA)     | Health Net                         |
| 2006  | Floyd Landis (USA)       | Health Net                         |
| 2007  | Rory Sutherland (AUS)    | Health Net                         |
| 2008  | Rory Sutherland (AUS)    | Health Net                         |
| 2009  | Tom Zirbel (USA)         | Colavita-Sutter Home-Cooking Light |
| 2010  | Luis Amarán (CUB)        | Fly V Australia                    |
| 2011  | Francisco Mancebo (ESP)  | Bissell                            |
| 2012  | Francisco Mancebo (ESP)  | Competitive Racing                 |
| 2013  | Francisco Mancebo (ESP)  | Optum-Kelly Benefit Strategies     |
| 2014  | Travis McCabe (USA)      | Optum-Kelly Benefit Strategies     |
| 2015  | Toms Skujiņš (LAT)       | Hincapie Racing                    |

### Femmes
| Année | Classement individuel    | Classement par équipes   |
| ----- | ------------------------ | ------------------------ |
| 1997  | Susy Pryde (NZL)         |                          |
| 1998  | Dede Demet (USA)         |                          |
| 1999  | Anna Wilson (AUS)        | Saturn                   |
| 2000  | Tina Pic (USA)           | Saturn                   |
| 2001  | Lyne Bessette (CAN)      | Saturn                   |
| 2002  | Laura Van Gilder (USA)   | Saturn                   |
| 2003  | Lyne Bessette (CAN)      | Saturn                   |
| 2004  | Tina Pic (USA)           | Genesis Scuba/FFCC       |
| 2005  | Tina Pic (USA)           | T-Mobile Women           |
| 2006  | Tina Pic (USA)           | Team Lipton              |
| 2007  | Laura Van Gilder (USA)   | Webcor Builders          |
| 2008  | Tina Pic (USA)           | Cheerwine                |
| 2009  | Alison Powers (USA)      | Team Tibco               |
| 2010  | Catherine Cheatley (NZL) | Colavita-Baci            |
| 2011  | Janel Holcomb (USA)      | Colavita-Forno d'Asolo   |
| 2012  | Carmen Small (USA)       | Kelly Benefit Strategies |
| 2013  | Alison Powers (USA)      | Team Tibco               |
| 2014  | Lauren Stephens (USA)    | Team Tibco               |
| 2015  | Leah Kirchmann (CAN)     | UnitedHealthcare         |